# Nocaracris
Nocaracris (лат.) — род саранчовых насекомых из семейства Памфагиды (отряд Прямокрылые).

## Описание
Тело сжато сбоков, коренастое (2—4 см), лоб морщинистый. Основная окраска буровато-землистая с примесью серого, чёрного и зелёного цветов. Тимпанум отсутствует, но если у некоторых видов развит (N. furvus s.l., N. judithae, N. minutus, N. burri, N. rimansonae, N. dilekensis) то сильно редуцирован, мельче, чем окружающая стигмальная область; если же он широкий (N. furvus s.l., N. judithae, N. minutus), тогда первый абдоминальный сегмент не выступает назад. Крылья и орган Краусса отсутствуют, пронотум не разделён поперечным швом, есть шипики или зубчики вдоль внутреннего вентрального края задних бёдер.

## Виды
В роде Nocaracris около 40 видов:
- Nocaracris acinosus  (Mistshenko, 1951)
- Nocaracris bicoloripes  (Uvarov, 1949)
- Nocaracris bodenheimeri  (Uvarov, 1940)
- Nocaracris bulgaricus (Ebner & Drenowski, 1930)
- Nocaracris burri  (Uvarov, 1949)
- Nocaracris cejchani Ünal, 2016
- Nocaracris cinerascens  Ramme, 1951
- Nocaracris citripes  (Uvarov, 1949)
- Nocaracris crassipes Ünal, 2016
- Nocaracris curtus  Mistshenko, 1951
- Nocaracris cyanipes (Motschulsky, 1846) typus
  - =Eremoxenus cyanipes Motschulsky, 1846
  - =Nocarodes cyanipes Fischer von Waldheim, 1846
- Nocaracris demirsoyi  Ünal, 2002
- Nocaracris dilekensis Ünal, 2016
- Nocaracris elegans  (Mistshenko, 1951)
- Nocaracris emirdagi Ünal, 2016
- Nocaracris furvus (Mistshenko, 1951)
  - =Oronothrotes furvus Mistshenko, 1951
- Nocaracris goektepe Ünal, 2016
- Nocaracris granosus  (Mistshenko, 1951)
- Nocaracris idrisi  (Karabağ, 1953)
- Nocaracris istanbul Ünal, 2016
- Nocaracris judithae Ünal, 2016
- Nocaracris karadagi Ünal, 2016
- Nocaracris karshitoros Ünal, 2016
- Nocaracris kosswigi  (Karabağ, 1953)
- Nocaracris latipes  Uvarov
- Nocaracris minutus Ünal, 2016
- Nocaracris monticolus Ünal, 2016
- Nocaracris niethammeri  (Ramme)
- Nocaracris palandoken Ünal, 2016
- Nocaracris ponticus  Ramme
- Nocaracris rimansonae  (Uvarov, 1918)
- Nocaracris rubripes  (Motschulsky, 1846)
- Nocaracris sabulosus  Ramme, 1951
- Nocaracris subrubratus  Ramme, 1951
- Nocaracris sureyana  Ramme, 1951
- Nocaracris tardus  Ünal, Bugrov & Jetybayev, 2016
- Nocaracris tauricolus  Ramme, 1951
- Nocaracris tecticollis  Ramme, 1951
- Nocaracris tridentatus  (Stshelkanovtzev, 1916)
- Nocaracris tunceli Ünal, 2016
- Nocaracris van Ünal, 2016
- Другие